# Вулиця Героїв Оборони (Київ)
Ву́лиця Геро́їв Оборо́ни — вулиця в Голосіївському районі міста Києва, місцевість Голосіїв. Пролягає від Голосіївського проспекту до вулиці Горіхуватський шлях.
Прилучаються Виставкова вулиця і Сільськогосподарський провулок.

## Історія
Вулиця виникла у середині XX століття у процесі розбудови Української сільськогосподарської академії, від якої 1957 року вона набула назву Сільськогосподарська. Сучасна назва — з 1971 року, на честь 30-річчя оборони Києва під час німецько-радянської війни (її передній край проходив у Голосієві).

## Установи та заклади
- Національний університет біоресурсів і природокористування України (буд. № 15)
- Інститут екогігієни та токсикології ім. Л. І. Медведя (буд. № 6)
- Інститут аграрної економіки УААН (буд. № 10)
- Державна наукова сільськогосподарська бібліотека УААН[3] (буд. № 10)
- Автомобільний центр «Голосіївський» (буд. № 4)[4]

## Пам'ятники та меморіальні дошки
- буд. № 6 — меморіальна дошка ученому, академіку АМН СРСР Левку Медведю (1905–1982). Відкрито 14 липня 1985 року, скульптор В. А. Миненко, архітектор В. К. Лапшов.
- буд. № 15 — меморіальна дошка штабу винищувального батальйону викладачів і студентів сільськогосподарського, ветеринарного і лісотехнічного інститутів, який знаходився у цьому будинку в червні-липні 1941 р. Відкрито 13 жовтня 1964 року, архітектор В. П. Шевченко.
- буд. № 15 — пам'ятник загиблим працівникам і студентам Аграрного університету.

## Цікаві факти
Поблизу будинку № 13 росте 400-літній дуб, заввишки 30 м, — це один із декількох дубів, знаних як «Дуби Рильського» (місцева природна пам'ятка).

## Зображення

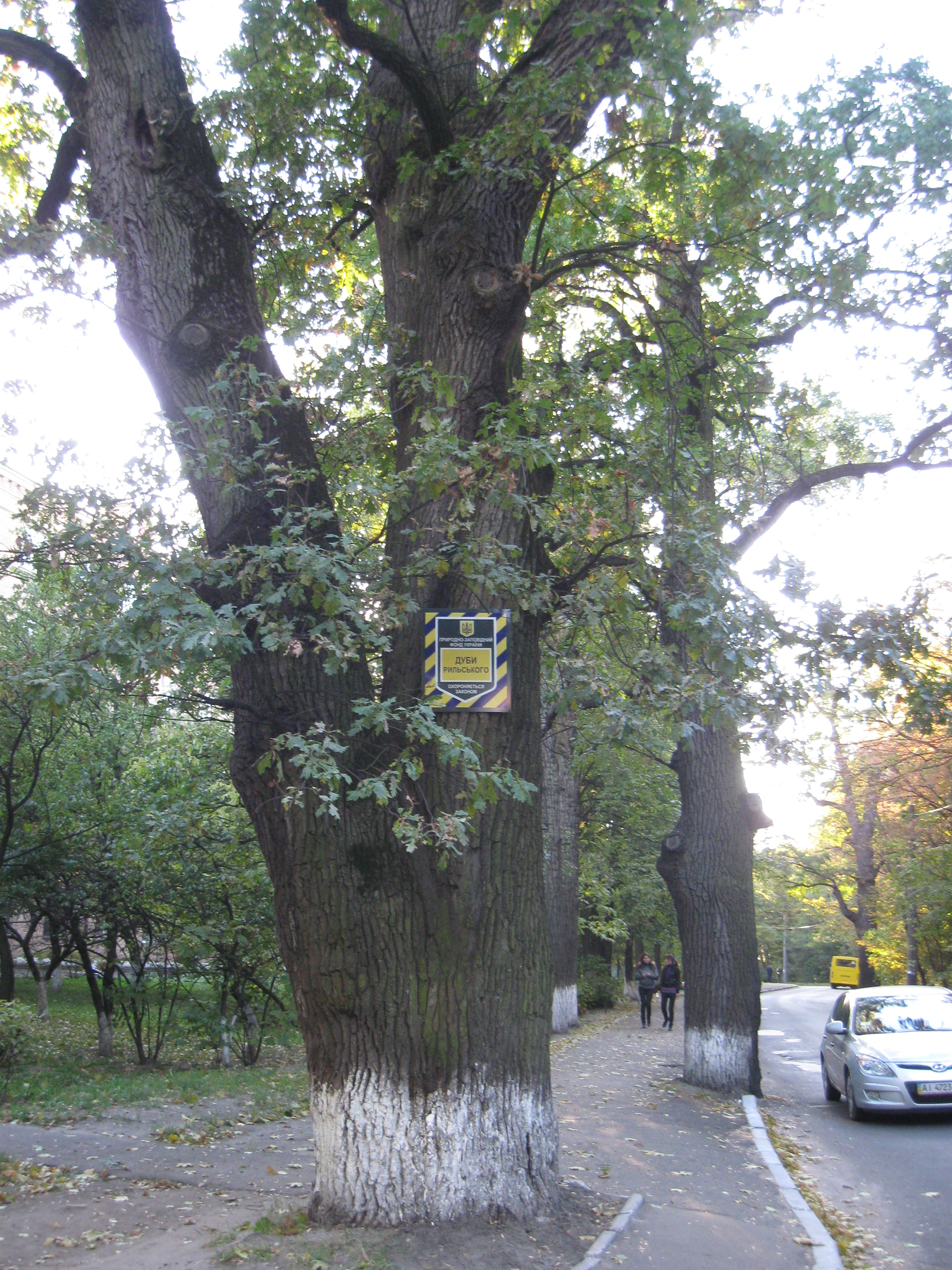
Дуби Рильського
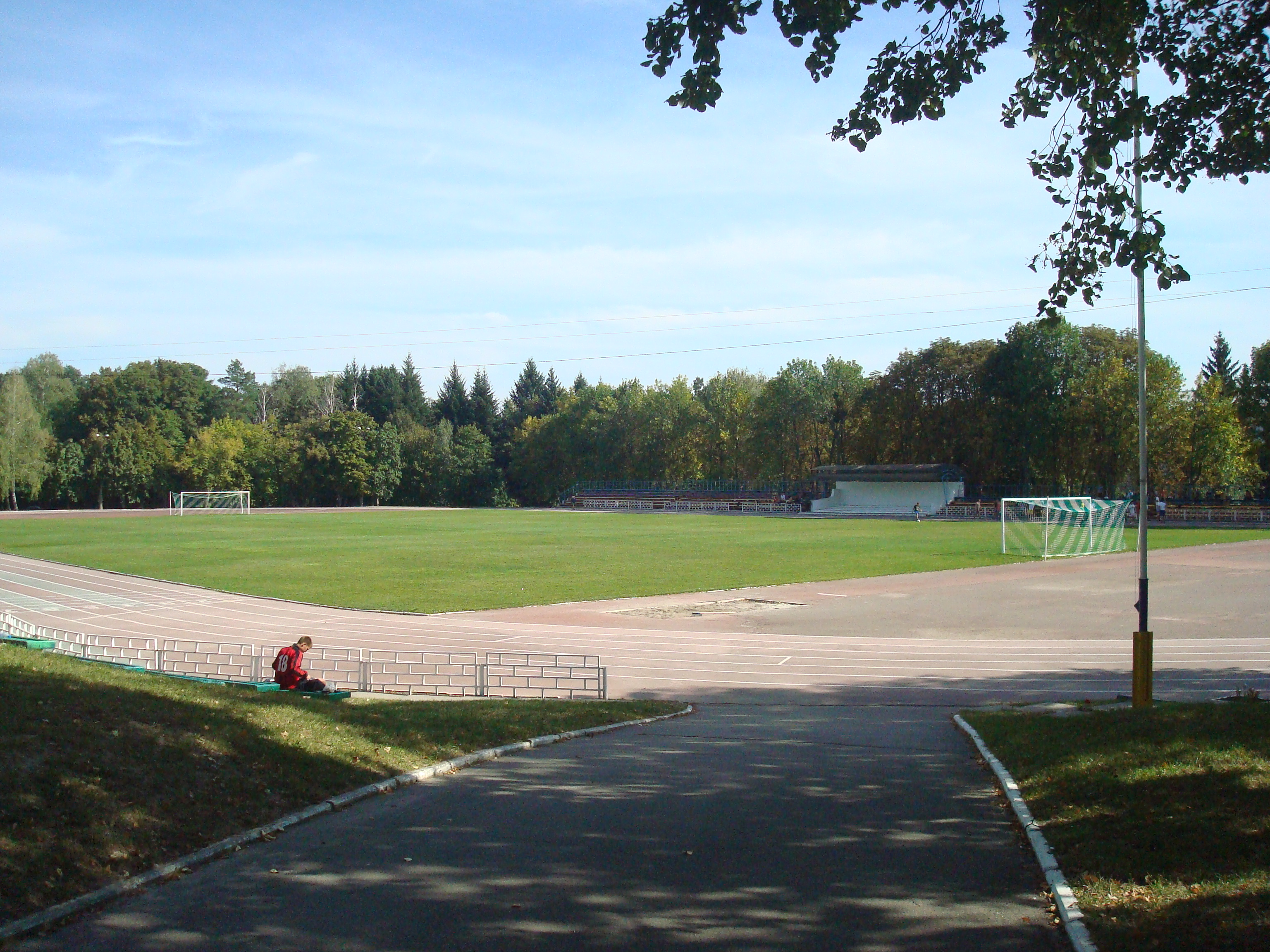
Стадіон НУБіП

## Виноски
1. ↑  Рішення виконавчого комітету Київської міської Ради депутатів трудящих від 20 серпня 1957 року № 1428 «Про найменування та перейменування вулиць м. Києва» // Державний архів м. Києва. Ф. Р-1. Оп. 4. Спр. 915. Арк. 799–808. [Архівовано з першоджерела 15 квітня 2013.]
2. ↑  Рішення виконавчого комітету Київської міської Ради депутатів трудящих від 27 грудня 1971 року № 2061 «Про найменування та перейменування вулиць м. Києва» // Державний архів м. Києва. Ф. Р-1. Оп. 8. Спр. 1012. Арк. 418–424. [Архівовано з першоджерела 31 липня 2013.]
3. ↑  Сайт бібліотеки. Архів оригіналу за 17 січня 2013. Процитовано 21 лютого 2013.
4. ↑  Вебсайт автоцентру. Архів оригіналу за 12 липня 2011. Процитовано 12 червня 2011.